# Сояна (река)
Со́яна — река в Мезенском районе Архангельской области, левый приток реки Кулой, в которую впадает в 54 километрах от её устья. Относится к Мезенскому речному бассейну Двинско-Печорского бассейнового округа. Образуется слиянием рек Кепина (Кепена) и Котуга. Длина реки — 140 км, а площадь водосборного бассейна насчитывает 5860 км². Большая часть верхнего и среднего бассейна реки находятся на территории Соянского заказника.
| Средний расход воды (м³/с) реки Сояна по месяцам с 1956 по 1966 гг. (замеры производились на гидрологическом посту Рыбозавод) |

Притоки: Телса, Нырзанга (Нырзенга), Сярдуй, Ворожный, Большая Летопола, Ерюга, Нижнее Кучема (Кучема), Верхняя Кучема, Большая Хопа, Большая Турья. Соединяется с озёрами: Большое Савкино, Турецкое, Суксома, Козольское.
В 1996 году в бассейне Сояны, рядом с истоком реки Ёрна, было обнаружено месторождение алмазов им. Гриба.
Входит в перечень водных путей России: «деревня Сояна — устье реки Кулой», 17 км.

## Топографическая карта
- Лист карты Q-37-XXIII,XXIV. Масштаб: 1 : 200 000. Состояние местности на 1978-1982 год. Издание 1989 г.